# Guyuk Kan
Guyuk o Kuyuk (en mongol: Гүюг хаан)fue el tercer Gran Kan (1246-1248) del Imperio mongol. 
Fue el hijo y sucesor del Gran Kan Ogodei, y por lo tanto nieto de Gengis Kan.

## Biografía

### Primeros años
El padre de Guyuk, Ogodei era el tercer hijo de Gengis Kan y había sido elegido su sucesor en un kurultái (asamblea de clanes mongola) celebrado en 1219, diez años antes del inicio efectivo de su reinado, como solución de compromiso ante la irresoluble rivalidad que enfrentaba a sus dos hermanos mayores, Jochi y Chagatai.
En 1235, bajo el mando de Ogodei, otro importante kurultái decidió la estrategia mongola para los años sucesivos. Los ejércitos mongoles se dividirían y atacarían en dos frentes separados miles de kilómetros: habría una campaña contra la China de la dinastía Song, dirigida por los hijos favoritos de Ogodei, y otra en Europa, al mando de Batu Kan y de Subodei, en la que también participaba Guyuk junto a otros nietos de las cuatro ramas descendientes de Gengis Kan.
A Ogodei le interesaba mucho más el ataque contra China porque se daba la circunstancia de que en el camino estaban los territorios pertenecientes a la familia de su hermano pequeño Tolui, que había muerto poco antes, y de los que quería apoderarse. Para facilitar las cosas, Ogodei intentó arreglar la boda de Guyuk con la viuda de Tolui, Sorjojtani, a lo que esta se negó ya que aspiraba a que fueran sus cuatro hijos los que finalmente heredaran el poder. La decisión de Sorjojtani fue trascendental para el futuro del imperio mongol, que en gran parte se repartirían Möngke, Hulagu y Kublai, mientras que Ariq Böke ejercería brevemente como Gran Kan hasta ser derrotado por Kublai.
Durante la campaña europea se tiene noticia de un duro enfrentamiento entre Guyuk y Buri (que era hijo de Chagatai) por un lado y Batu (hijo de Jochi) por el otro. Batu aspiraba a la supremacía por ser hijo del primogénito de Gengis mientras que Guyuk alegaba ser hijo del vigente Gran Kan, a la vez que Buri reprochaba a Batu un viejo asunto familiar: siempre había estado en duda que Jochi fuese realmente un hijo legítimo de Gengis Kan. La situación se agravó hasta tal punto que Ogodei los hizo llamar a todos a su presencia y dedicó duras palabras a Guyuk, a quien nunca consideró entre sus hijos favoritos.
Este ataque a Europa significó el punto máximo de expansión mongola hacia el oeste. Los ejércitos mongoles consiguieron victorias en Rusia, Polonia, Alemania, Hungría y llegaron a las afueras de Viena. Sin embargo, a finales de 1241 falleció Ogodei, el último superviviente de los cuatro hijos legítimos de Gengis Kan (tercero por orden de nacimiento), y los ejércitos mongoles se retiraron. En los siguientes diez años la lucha por la sucesión entre las diferentes ramas de la familia tendría prioridad sobre la expansión del imperio.

### Ascenso a Gran Kan
Su elección fue complicada, ya que su padre había designado sucesor a su nieto favorito Shiremun (versión mongola del bíblico Salomón), pero su viuda Toreguene alargó la elección hasta que consiguió el nombramiento de su hijo Guyuk. Tuvo un reinado breve, de tan sólo dos años, en el cual tuvo como principal rival a su primo Batu Kan, soberano de la Horda de Oro. Decidido a proseguir la campaña europea, reclutando las tropas de Batu gracias a su dignidad de Gran Kan, murió antes de cumplir su objetivo cuando se encontraba en camino hacia Europa, tras enfermar supuestamente debido a los abusos de la bebida.